# ラプンツェルのウェディング
『ラプンツェルのウェディング』（原題：Tangled Ever After）は、2012年公開のウォルト・ディズニー・アニメーション・スタジオ制作の短編アニメーション映画。『塔の上のラプンツェル』のスピンオフ作品である。
『美女と野獣』3D版の同時上映短編作品としてアメリカで限定公開し「シンデレラ」ダイヤモンド・コレクション にボーナスコンテンツとして収録されている。
テレビ放送では、2013年4月27日にディズニー・チャンネルにて初放送された。

## ストーリー
今日はラプンツェルとフリンことユージーンの結婚式。国中でこのめでたい日を祝おうと、様々な催しが準備されていた。しかし、パスカルとマキシマスが預かっていた指輪が、マキシマスのくしゃみによって教会の外へ転がっていってしまう。このままでは大変なことになると思った2匹は、ばれないうちに指輪を取り返そうと教会の外へ飛び出す。
パスカルは城下の会食会場へ、マキシマスは街に転がっていった指輪を追うが、なかなか取り戻すことができない。やがて飛んでいるハトの脚に引っ掛かった指輪をパスカルが舌を使って回収するが、2匹はタールの店に墜落してしまう。
神父による誓いの言葉が終わり、振り返ったラプンツェル達はタールまみれのマキシマスとパスカルに驚く。しかし、ユージーンが指輪を受け取り、誓いのキスをラプンツェルとする。ほっとして座り込んだパスカルとマキシマスだったが、ウェディングケーキにぶつかり、ケーキはそのまま教会の外へ転がっていくのだった。

## 声の出演
※括弧内は日本語吹き替え
- ラプンツェル - マンディ・ムーア（中川翔子）
- フリン・ライダー/ユージーン・フィッツハーバート - ザッカリー・リーヴァイ（畠中洋）
- マキシマス - ネイサン・グレノ
- 司祭 - アラン・デイル（坂口芳貞）
- スタビントン兄弟 - ネイサン・グレノ（飯島肇）
- 王妃 - カリ・ウォールグレン（華村りこ）
- ショーティー - ポール・F・トンプキンス（多田野曜平）

## 日本語版制作
- 演出 - 松岡裕紀
- 翻訳 - いずみつかさ
- 録音調整 - 上村利秋
- 録音制作 - スタジオ・エコー
- 制作監修 - 津司大三
- 制作総指揮 - 佐藤淳